# Modunda staintoni
Modunda staintoni är en spindelart som först beskrevs av Pickard-Cambridge O. 1872.  Modunda staintoni ingår i släktet Modunda och familjen hoppspindlar. Inga underarter finns listade i Catalogue of Life.